# Zoisovo priznanje
Zoisovo priznanje je najvišje priznanje za dosežke na področju znanstvenoraziskovalne in razvojne dejavnosti in se podeljuje od leta 1998 naprej.
Podeljevalo se je do pet Zoisovih priznanj za pomembne znanstvene dosežke in do dve za izume, tehnološke dosežke in uporabo znanstvenih izsledkov, ki so pomemben prispevek pri uvajanju novosti v gospodarske in druge dejavnosti. Od leta 2006 naprej se vsako leto lahko podeli največ pet Zoisovih priznanj.
Priznanja podeljuje Odbor za podelitev nagrad, ki ga imenuje Vlada Republike Slovenije.

## Prejemniki Zoisovih priznanj

### 1998[1]
- Željko Knez za pomembne znanstvene dosežke za izpopolnitve procesov ekstrakcij sub- in superkritičnih tekočin
- Janez Možina za pomembne znanstvene dosežke za raziskave laserskih analiz materialov in obdelovalnih procesov
- Mojca Stegnar za pomembne znanstvene dosežke za raziskave strjevanja krvi
- Jožef Vižintin za pomembne znanstvene dosežke za raziskave s področja tribologije
- Francelj Trdič za tehnološki dosežek za programsko opremo za računalniško nadzorovanje proizvodnje mineralne volne

### 1999[2]
- Božidar Krajnčič za pomembne znanstvene dosežke na področju fiziologije cvetenja
- Miran Černe za pomembne znanstvene dosežke v matematiki na področju kompleksne analize
- Radmila Milačič za pomembne znanstvene dosežke na področju anorganske kemije okolja in bioloških sistemov
- Iztok Žun za pomembne znanstvene dosežke na področju dvofaznih tokov v procesni tehniki
- Franc Novak za pomembne znanstvene dosežke na področju testiranja in diagnosticiranja elektronskih vezij in sistemov
- Franjo Pernuš, Boštjan Likar in Rok Bernard za tehnološki dosežek Integrirani sistem z računalniškim vidom

### 2000[3]
- Marko Topič za pomembne znanstvene dosežke na področju tankoplastnih polprevodniških struktur
- Sandi Klavžar za pomembne znanstvene dosežke v matematiki na področju teorije grafov
- Goran Dražič za pomembne znanstvene dosežke na področju elektronske mikroskopije
- Jurij Perovšek za pomembne znanstvene dosežke na področju zgodovinopisja

### 2001[4]
- Maja Remškar in Aleš Mrzel za pomembne znanstvene dosežke na področju kemijske nanotehnologije
- Janez Grum za pomembne znanstvene dosežke na področju toplotne obdelave materialov
- Boris Turk za pomembne znanstvene dosežke na področju biokemije lizosomskih proteinaz
- Borut Zalar za pomembne znanstvene dosežke na področju matematike
- Janez Dolinšek za pomembne znanstvene dosežke na področju jedrske magnetne resonance kvazikristalov
- Janez Pirš, Bojan Marin, Silvija Pirš, Rok Petkovšek, Dušan Ponikvar, Martin Čopič in Robert Blinc za tehnološke dosežke pri izdelavi avtomatskih tekočekristalnih zaščitnih filtrov pri varjenju
- Andrej Polajnar, Erich Štefanec, Zlatko Vezjak in Slavko Mlinarič za izume in tehnološke dosežke pri razvoju proti vlomnih sistemov in trezorjev

### 2002[5]
- Matija Strlič, Jana Kolar in Boris Pihlar za pomembne znanstvene dosežke na področju kemije
- Renata Salecl za pomembne znanstvene dosežke na področju psihoanalize in kriminologije
- Marko Munih za pomembne znanstvene dosežke na področju rehabilitacijskega inženirstva
- Peter Križan za pomembne znanstvene dosežke na področju fizike osnovnih delcev
- Janko Kos za pomembne znanstvene dosežke na področju biokemije proteinaz in proteinaznih inhibitorjev
- Vladka Čurin Šerbec za izume in tehnološke dosežke pri pripravi monoklonskih protiteles za določanje krvnih skupin in diagnostiko prionskih bolezni

### 2003[6]
- Janez Bonča za pomembne znanstvene dosežke na področju fizike trdne snovi
- Tomaž Košir za pomembne znanstvene dosežke na področju matematike
- Janez Plavec za pomembne znanstvene dosežke na področju kemije
- Matjaž Valant za pomembne znanstvene dosežke na področju materialov
- Tomaž Kosmač, Saša Novak Krmpotič, Krunoslav Vidović in Stojana Vesković Bukudur za tehnološki dosežek zamenjave talila za visokoaluminatno keramiko

### 2004[7]
- Igor Muševič za pomembne znanstvene dosežke v fiziki na področju kapilarne kondenzacije
- Igor Križaj za pomembne znanstvene dosežke na področju biokemije in molekularne biologije
- Matevž Kos za pomembne znanstvene dosežke na področju primerjalne književnosti za monografijo Poskusi z Nietzschejem
- Janko Petrovčič, Boris Kramar in Igor Steiner za tehnološki dosežek pri razvoju koprocesorskega modula za posebne regulacijske namene

### 2005[8]
- Gregor Anderluh za pomembne znanstvene dosežke na področju biokemije in molekularne biologije
- Mladen Franko za pomembne znanstvene dosežke na področju analizne kemije
- Danijel Kikelj za pomembne znanstvene dosežke na področju farmacevtske kemije
- Marko Kreft za pomembne znanstvene dosežke na področju celične fiziologije
- Boštjan Zalarza pomembne znanstvene dosežke na področju fizike kondenzirane snovi
- Aleš Podgornik, Aleš Štrancar, Miloš Barut in Janez Jančar za izum in tehnološke dosežke na področju monolitnih kromatografskih nosilcev

### 2006[9]
- Iztok Arčon za pomembne dosežke na področju rentgenske absorpcijske spektroskopije
- Zdravko Kutnjak za pomembne dosežke na področju fizike kondenzirane snovi
- Urška Lavrenčič Štangar za pomembne dosežke na področju razvoja poltrdih elektrolitov
- Mitjan Kalin za pomembne dosežke na področju strojništva in tribologije
- Maja Čemažar za pomembne dosežke na področju eksperimentalne onkologije

### 2007[10]
- Viktor Kabanov za pomembne dosežke na področju fizike trdne snovi
- Borut Štrukelj za pomembne dosežke na področju farmacevtske biotehnologije
- Jože Balič za pomembne dosežke na področju proizvodnih tehnologij in sistemov
- Janko Jamnik za pomembne dosežke na področju znanosti o materialih
- Peter Dovč za pomembne dosežke na področju genetike živali

### 2008
- Denis Arčon za pomembne dosežke na področju fizike trdne snovi,
- Štefan Bojnec za pomembne dosežke na področju ekonomije,
- Igor Škrjanc za pomembne dosežke na področju inteligentnih sistemov,
- Janez Juhant za pomembne dosežke na področju filozofske antropologije,
- Polonca Trebše za dosežke na področju kemije in ekotoksiologije.

### 2009
- Irena Avsenik Nabergoj za pomembne dosežke na področju literature,
- Damjana Rozman na področju biokemije in molekularne biologije,
- Domen Leštan na področju čiščenja onesnaženih tal,
- Matjaž Perc na področju teoretične fizike,
- Nadja Hvala, Darko Vrečko ter Aljaž Stare na področju vodenja sistemov.

### 2010
- Andrej Jamnik za pomembne dosežke v fizikalni kemiji,
- Samo Kreft za pomembne dosežke v farmaciji,
- Barbara Malič za pomembne dosežke na področju raziskav feroelektrične keramike in tankih plasti,
- Janez Mrčun za pomembne dosežke v matematiki,
- Blaž Zupan za pomembne dosežke na področju računalništva.

### 2011
- Stanislav Gobec za pomembne dosežke v farmacevtski kemiji,
- Andrej Inkret za knjigo In stoletje bo zardelo: Kocbek, življenje in delo,
- Ingrid Milošev za pomembne znanstvene dosežke v elektrokemiji,
- Albin Pintar za pomembne znanstvene dosežke v kemijskem inženirstvu,
- Valerij Romanovskij za pomembne znanstvene dosežke v matematiki.

### 2012
- Mojca Škerget za pomembne znanstvenoraziskovalne in razvojne dosežke v kemijskem inženirstvu,
- Štefko Miklavič za pomembne znanstvene dosežke v matematiki,
- Slavko Ciglenečki, Zvezdana Modrijan in Tina Milavec za pomemben znanstveni dosežek v arheologiji za dvodelno znanstveno monografijo Poznoantična utrjena naselbina Tonovcov grad pri Kobaridu,
- Frane Adam za pomembne znanstvene dosežke v humanistiki in družboslovju,
- Boštjan Golob, Samo Korpar in Marko Starič za pomembne dosežke v eksperimentalni fiziki osnovnih delcev.

### 2013[11]
- Simon Horvat za pomembne znanstvene dosežke v genetiki
- Milko Mikola za pomembne znanstvene dosežke v zgodovini
- Nada Lavrač za pomembne znanstvene dosežke pri inteligentni analizi podatkov
- Saša Novak Krmpotič za pomembne znanstvene dosežke na področju materialov
- Tomaž Zwitter za pomembne znanstvene dosežke v astrofiziki in astronomiji

### 2014[12]
- Maja Rupnik za pomembne znanstvene dosežke v mikrobiologiji
- Giovanni De Ninno za pomembne znanstvene dosežke na področju fizike virov svetlobe
- Mitja Ferenc za pomembne znanstvene dosežke v novejši slovenski zgodovini
- Andrej Kitanovski za pomembne znanstvenoraziskovalne dosežke v tehniki
- Janez Vrečko za pomembne znanstvene dosežke v primerjalni književnosti in literarni

### 2015[13][14]
- Alenka Mertelj in Darja Lisjak za odkritje feromagnetnih tekočekristalnih suspenzij
- Jana Rošker za pomembne dosežke v sinologiji oz. monografijo Searching for the Way: Theory of Knowledge in pre-Modern and Modern China
- Katja Mihurko Poniž za znanstveno monografijo Zapisano z njenim peresom: prelomi zgodnjih slovenskih književnic s paradigmo nacionalne literature
- Andreja Gomboc za pomembne dosežke pri proučevanju izbruhov sevanja gama
- Kristina Gruden za pomembne dosežke v sistemski in molekularni biologiji

### 2016[15]
- Franc Marušič za pomembne dosežke v jezikoslovju
- Iztok Turel za pomembne znanstvene dosežke v kemiji
- Metka Filipič za pomembne dosežke na področju raziskav okoljskih onesnažil in njihovih škodljivih vplivov na okolje in zdravje ljudi
- Janez Krč za pomembne dosežke v fotovoltaiki in optoelektroniki
- Jernej Fesel Kamenik za dosežke iskanja nove fizike v teoriji osnovnih delcev.

### 2017[16]
- Martin Milanič za pomembne znanstvene dosežke na področju diskretne matematike
- Anton Kokalj za pomembne dosežke na področju molekulskega modeliranja kemijkih procesov na površinah kovin
- Egon Pelikan za znanstveno monografijo Tone Kralj in prostor meje: umetnost med katolicizmom, fašizmom in slovenskim iredentizmom
- Ines Mandić Mulec za pomembne znanstvenoraziskovalne dosežke na področju mikrobiologije
- Gregor Mali za pomembne znanstvene dosežke na področju jedrske magnetne resonance materialov

### 2018[17]
- Mojca Benčina za pomembne dosežke na področju imunologije in sintezne biologije
- Saša Prelovšek Komelj za pomembne dosežke na področju teoretične fizike osnovnih delcev
- Andreja Kutnar za pomembne znanstvene dosežke na področju lesarstva
- Nina Gunde Cimerman za pomembne dosežke na področju ekstremofilnih mikroorganizmov − gliv
- Janez Košmrlj za inovativnost v razvoju novih trajnostnih katalitskih sistemov za sinteze zdravilnih učinkovin
- Tadej Rojac za pomembne dosežke na področju raziskav sinteze in karakterizacije visokotemperaturne piezoelektrične keramike na osnovi bizmutovega ferita

### 2019[18]
- Jurij Lah za izvirne dosežke v fizikalni biokemiji
- Boris Rogelj za pomembne dosežke pri raziskavah molekularnih osnov nevrodegeneracije
- Boštjan Brešar za dosežke v teoriji grafov
- Matevž Dular za pomemben prispevek k razumevanju pojava kavitacije
- Miha Ravnik za pomembne dosežke v fiziki mehkih snovi
- Matjaž Dolšek za znanstvene dosežke v potresnem inženirstvu.

### 2020[19]
- Boris Kryštufek za pomembne dosežke pri raziskovanju biodiverzitete sesalcev
- Lara Lusa za znanstvene dosežke pri razvoju metodologije medicinske statistike
- Samo Kralj za pomembne znanstvenoraziskovalne dosežke na področju fizike mehke snovi
- Miha Škerlavaj za prispevek svetovni znanosti na področju razumevanja ravnanja z znanjem in inovativnostjo

### 2021[20]
- Marko Anderluh za pomembno odkritje in trajnostni razvoj na področju protibakterijskih učinkovin v Sloveniji
- Matej Kanduč za pomembne znanstvene dosežke na področju raziskav hidratacije in termoodzivnih hidrogelov
- Veronika Kralj Iglič in Aleš Iglič za dosežke na področju fizike bioloških in anorganskih nanostuktur
- Nataša Vaupotič za raziskave na področju modeliranja struktur in resonančnega odziva večdimenzionalnih termotropnih faz
- Vesna Zadnik za pomembne dosežke na področju onkološke epidemiologije

### 2022[21]
- Lenart Škof za vrhunske znanstvene monografije na področju sodobne filozofije in etike
- Blaž Likozar za pomemben znanstveni prispevek na področju kemijskega inženirstva
- Tea Lanišnik Rižner za pomembne dosežke na področju biokemije in molekularne endokrinologije ginekoloških rakov
- Rok Žitko za razvoj teorije nanoskopskih kvantnih sistemov
- Lidija Čuček za pomembne dosežke na področju procesne sistemske tehnike
- Matej Praprotnik za pomembne dosežke pri večskalnem modeliranju in simulaciji mehke in biološke snovi

### 2023[22]
- Uroš Cvelbar za pomembne dosežke na področju plazemske fizike
- Lucija Peterlin Mašič za pomembne dosežke na področju farmacevtske kemije in toksikologije
- Matjaž Finšgar za pomembne dosežke na področju razvoja nekonvencionalnih orodij v analizni kemiji
- Matej Černe za pomembne dosežke na področju raziskav vodenja kreativnega, inovativnega in digitalnega dela
- Marjetka Podobnik za pomembne dosežke na področju strukturne biologije
- Irena Stramljič Breznik za pomembne dosežke na področju znanstvenoraziskovalnega dela in razvijanja inovativnih pristopov v jezikoslovju

### 2024[23]
- Uroš Potočnik za pomembne dosežke na področju raziskovanja genoma za personalizirano medicino
- Andreja Benčan Golob za dosežke na področju elektronske mikroskopije okolju prijaznih feroelektrikov
- Lev Vidmar za odkritje novih vzorcev obnašanja večdelčnih kvantnih sistemov
- Tomaž Grušovnik za pomembne dosežke na področju okoljske etike in etike živali
- Mitja Lainščak za pomembne dosežke na področju srčno-žilne medicine
- Vito Vitrih za pomembne dosežke na področju numerične matematike.